# جزیره مارگارت (نوناووت)
جزیره مارگارت (نوناووت) (به انگلیسی: Margaret Island) یک منطقهٔ مسکونی در کانادا است که در شمال کانادا واقع شده‌است.